# John de Norwich
Sir John de Norwich est un chevalier et administrateur anglais mort en 1362. Il combat pendant la seconde guerre d'indépendance écossaise et la guerre de Cent Ans en Gascogne et en France et exerce plusieurs fonctions militaires importantes, comme celle d'amiral de la Flotte au nord de la Tamise (1336), lieutenant du sénéchal de Gascogne (1338).  
Il est convoqué au parlement d'Angleterre en 1342 et 1360.  

## Biographie
John est le fils aîné de Walter de Norwich et de Catherine de Hedersete. Après avoir succédé à son père, il obtient une licence royale en 1334 pour un marché hebdomadaire et une foire annuelle à Great Massingham.  
Il prend part aux invasions anglaises de l'Écosse en 1332 et 1335 et est nommé en avril 1336 amiral de la flotte au nord de la Tamise. Il sert en 1338 sur le continent en tant que lieutenant du sénéchal de Gascogne Oliver Ingham. 
Il est convoqué pour siéger au parlement d'Angleterre en 1342. En 1343, une licence lui accorde le droit de créneler ses manoirs à Mettingham, dans le Suffolk, ainsi que Blackworth et Lyng dans le Norfolk. 
De 1344 à au moins 1348, il fait la navette entre l'Angleterre et le continent : il sert de nouveau en France, puis participe alors à la chevauchée de 1346 du duc de Lancastre Henri de Grosmont. Froissart rapporte qu'il défend vaillamment Angoulême contre les assauts français, le qualifiant ainsi : « un escuyer qui s'appelloit Jehan de Noruwich, appert homme durement ». Il est en Angleterre à Pâques 1347, et rentre en France plus tard dans l'année.
Il dépose un grief au parlement de janvier 1348 : le titulaire de son manoir de Benhall, près de Saxmundham est décédé sans héritiers et le domaine aurait dû échoir à Norwich, en qualité de suzerain. Or le roi Édouard III l'a accordé à Robert d'Ufford, comte de Suffolk, époux de la sœur de Norwich, Margaret. Sa requête semble avoir été rejetée.  
John est de nouveau convoqué au Parlement en 1360. 
Il meurt en 1362 et son petit-fils John lui succède. Il est enterré à Raveningham dans le Norfolk.

## Mariage et descendance
John a eu de sa première épouse Margaret de Mortimer d'Atilburgh un fils Walter, marié à Margaret Stapleton, décédé du vivant de son père. Il se remarie ensuite avec Alicia, fille de Roger de Huntingfield et de Joan de Hobregge, sans en avoir d'enfant. 